# Cornelis Floris de Vriendt

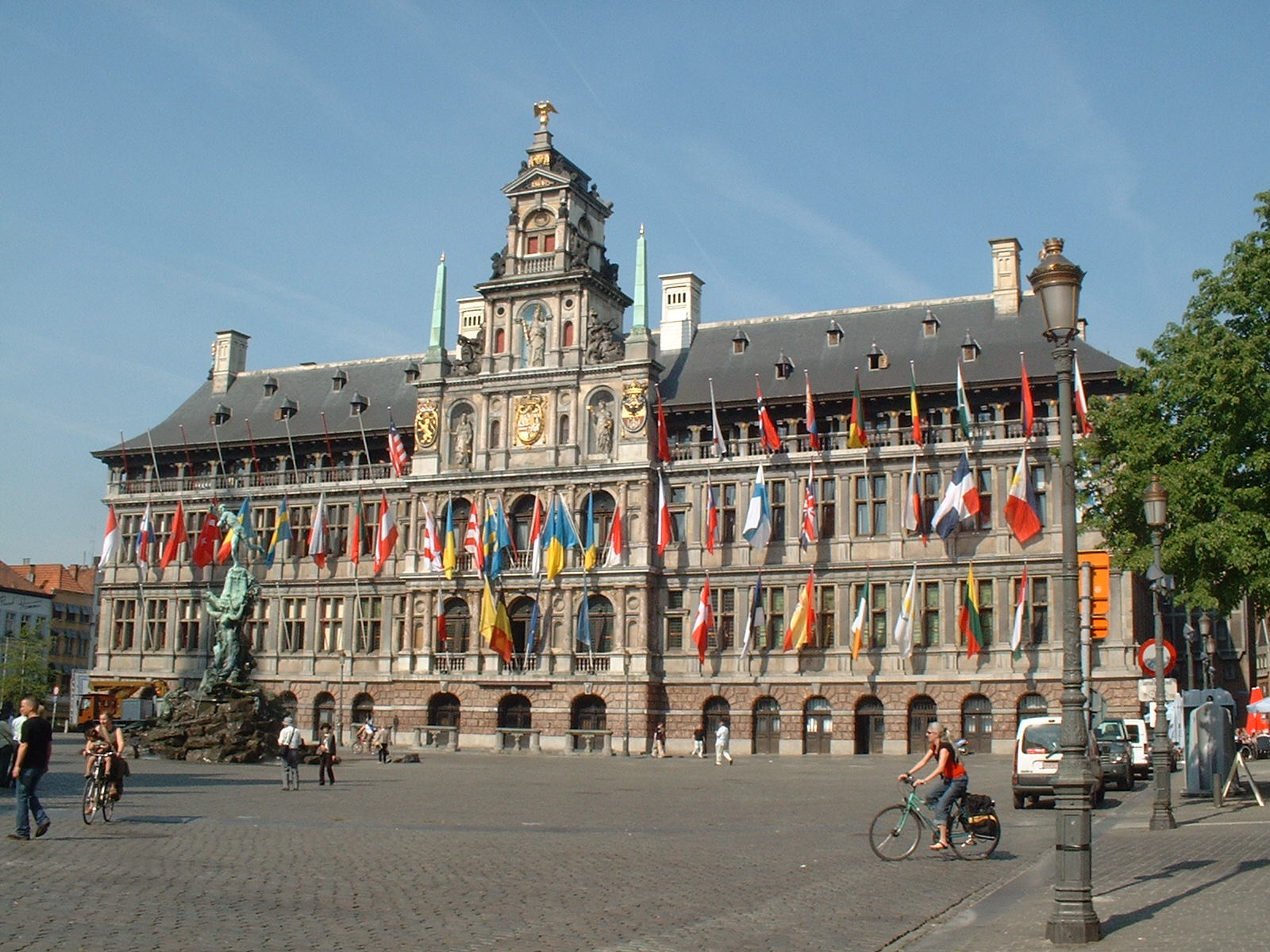
Prefeitura de Antuérpia

Cornelis Floris de Vriendt (1514 - 1575) foi um importante arquiteto e escultor flamengo. Era irmão de Frans Floris, para quem construiu uma casa, e foi projetista do prédio da prefeitura de Antuérpia.